# Jean-Baptiste Bui Tuân

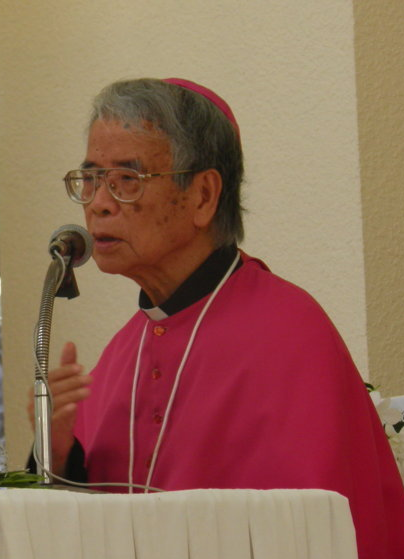
Jean-Baptiste Bui Tuân (2016)

Bischofswappen von Jean-Baptiste Bui Tuân

Jean-Baptiste Bui Tuân (vietnamesisch Gioan Baotixita Bùi Tuần; * 24. Juni 1928 in Cam Lai; † 27. Juli 2024 in Long Xuyên) war ein vietnamesischer Geistlicher und römisch-katholischer Bischof von Long Xuyên.

## Leben
Jean-Baptiste Bui Tuân studierte Philosophie und Theologie an örtlichen Priesterseminaren und setzte ab 1954 sein Studium am Rosary Hill Major Seminary in Hongkong fort, wo er am 2. September 1955 das Sakrament der Priesterweihe empfing. Weitere Studien führten ihn nach Deutschland, Italien und in die Schweiz.
Papst Paul VI. ernannte ihn am 15. April 1975 zum Koadjutorbischof von Long Xuyên und zum Titularbischof von Tabunia. Der Bischof von Vinh, Michel Nguyên Khác Ngu, spendete ihm am 30. April 1975 die Bischofsweihe; Mitkonsekrator war Réginald-André-Paulin-Edmond Jacq OP, emeritierter Apostolischer Vikar von Lang Són und Cao Bang. Seine Bischofsweihe fiel mit der Machtübernahme der kommunistischen Truppen in Sai Gon (heute Ho-Chi-Minh-Stadt) und dem Ende des Vietnamkrieges zusammen.
Nach der Emeritierung Michel Nguyên Khác Ngus folgte Jean-Baptiste Bui Tuân ihm am 30. Dezember 1997 als Bischof von Long Xuyên nach. Am 2. Oktober 2003 nahm Papst Johannes Paul II. das altersbedingte Rücktrittsgesuch von Jean-Baptiste Bui Tuân an.